# Bryaninops natans
Bryaninops natans là một loài cá biển thuộc chi Bryaninops trong họ Cá bống trắng. Loài này được mô tả lần đầu tiên vào năm 1985.

## Từ nguyên
Từ định danh natans trong tiếng Latinh có nghĩa là “trôi nổi”, hàm ý đề cập đến hành vi trôi lơ lửng của loài cá này, trái ngược với hành vi bám lấy san hô của đồng loại.

## Phân bố và môi trường sống
Từ Bắc Biển Đỏ và Seychelles, B. natans có phân bố trải dài về phía đông đến quần đảo Marshall và quần đảo Cook, xa về phía nam đến Úc và đảo Rapa Iti, ngược lên phía bắc đến Nam Nhật Bản, xa về phía nam đến Úc và Nouvelle-Calédonie. Ở Việt Nam, B. natans được ghi nhận tại quần đảo Trường Sa.
B. natans sống cộng sinh với một số loài san hô cành Acropora (đặc biệt là Acropora loripes và Acropora squarrosa ở Biển Đỏ), được tìm thấy ở độ sâu đến ít nhất là 33 m.

### Loài bị đe dọa
Các quần thể san hô Acropora ở Ấn-Thái Dương đã suy giảm trung bình từ 25% đến 35% từ những năm 1990 đến 2010, và hiện tượng tẩy trắng san hô ngày càng gia tăng. Do B. natans cộng sinh chặt chẽ với Acropora nên được xếp vào nhóm Loài sắp bị đe dọa theo Sách đỏ IUCN.

## Mô tả
Chiều dài lớn nhất được ghi nhận ở B. natans là 2,5 cm. Cơ thể gần như trong suốt, ngoại trừ phần bụng có màu vàng. Hốc mắt và mống mắt có màu hồng tươi.
Số gai vây lưng: 5–9; Số tia vây lưng: 7–9; Số gai vây hậu môn: 1; Số tia vây hậu môn: 8–9; Số tia vây ngực: 14–17.

## Sinh thái
Thức ăn của B. natans là động vật phù du. Tuổi thọ của loài này không quá 4–5 năm.
B. natans có thể phát huỳnh quang đỏ quanh mắt ở độ sâu mà ban ngày hầu như ánh sáng đỏ từ Mặt Trời không rọi xuống được.

## Thương mại
B. natans được đánh bắt thương mại vì mục đích buôn bán cá cảnh.